# اچ‌ام‌اس ای۹
اچ‌ام‌اس ای۹ (به انگلیسی: HMS A9) یک زیردریایی بود که طول آن ۱۰۵٫۲۵ فوت (۳۲٫۰۸ متر) بود. این زیردریایی در سال ۱۹۰۵ ساخته شد.